# Alaotra Mangoro
Alaotra-Mangoro je region na východním Madagaskaru. Na severu hraničí s regionem Sofia, na severovýchodě s regionem Analanjirofo, na východě s regionem Atsinanana, na jihozápadě s regionem Vakinankaratra, na západě s regionem Analamanga a na severozápadě s regionem Betsiboka. Hlavním městem regionu je Ambatondrazaka a v roce 2018 zde žilo 1 255 514 obyvatel. Rozloha regionu je 31 948 km2.

## Administrativní dělení
Region Alaotra-Mangoro je rozdělen do pěti okresů, které jsou dále rozděleny do 82 obcí.
- Okres Ambatondrazaka – 20 obcí
- Okres Amparafaravola - 21 obcí
- Okres Andilamena - 8 obcí
- Okres Anosibe An'ala - 11 obcí
- Okres Moramanga – 22 obcí

## Obyvatelstvo
Region je osídlen především Sihanaky na severu a Bezanozany na jihu. Žijí zde i další menšiny, zejména Merinaové.

## Ekonomika

### Zemědělství
Se 120 000 ha osázené plochy představuje region hlavní rýžovou pánev na Madagaskaru. Mezi další plodiny, které se zde pěstují, patří maniok (175 000 tun), brambory (49 000 tun), kukuřice (50 000 tun) a cukrová třtina (50 000 tun). Žije zde až 265 000 kusů dobytka (zebu) a ročně je vyloveno 2 000–2 500 tun ryb.

### Hornictví
V blízkosti Moramangy/Ampitambe se nachází významný niklový důl. Další doly se nacházejí v Andilameně, Ambatondrazace a Didy, kde se těží safír a rubín.

## Doprava

### Národní silnice
- Route nationale 2 (Antananarivo - Moramanga - Toamasina)
- Route nationale 44 (Moramanga - Ambatondrazaka - Imerimandroso - Amboavory)

### Železnice
- Železnice TCE (Tananarive-Côte Est) - (Toamasina - Moramanga - Antananarivo)
- Železnice MLA (Moramanga-Lac Alaotra) (Moramanga - Ambatondrazaka)

### Letiště
- Letiště Ambatondrazaka
- Letiště Amparafaravola
- Letiště Amboijanahary

## Chráněné oblasti
- Nová chráněná oblast Torotorofotsy
- Část koridoru Ankeniheny-Zahamena
- Jezero Alaotra
- Maromizaha
- Nová chráněná oblast Ambatofotsy
- Nová chráněná oblast Ampananganandehibe-Behasina
- Nová chráněná oblast Ampotaka Ankorabe
- Nová chráněná oblast Analabe Betanatanana
- Nová chráněná oblast Analalava
- Nová chráněná oblast Mahialambo
- Nová chráněná oblast Mangabe-Ranomena-Sahasarotra
- Nová chráněná oblast Ambohidray
- Část národního parku Zahamena
- Národní park Mantadia
- Národní park Analamazaotra
- Část přírodní rezervace Marotandrano
- Rezervace plazů Peyrieras (motýlí farma a centrum plazů) v Marozevu

## Řeky
- Ivondro
- Marimbona
- Sahamaitso
- Sahatandra
- Sandrangato
- Vohitra